# Cratere Soochow
Soochow  è un cratere sulla superficie di Marte.